# جدجديات وردانية
الجدجديات الوردانية أو فصيلة جريللوبلاتيدي أو زاحفات الصخر(الاسم العلمي: Grylloblattidae) هي فصيلة من حشرات الظروف القاسية والتي لا تمتلك أجنحة، وهي حشرات تعيش على قمم الجبال الباردة. وتندرج هي وفصيلة السراعيف العصوية تحت رتُبة خلفيات الأجنحة.

## نظرة عامة
أحيانًا تُعرف هذه الحشرات بزاحفات الجليد أو حشرات الجليد. ومما لا شك فيه أن هيكل هذه الحشرات الخارجي حير مكتشفيها من العلماء، وأطلقوا على أول أجناسها اليرقات منبسطة، لأنها تشبه شكل الكمبوديا" (نوع من الحشرات ذات الذيل-المزدوج). تُعد معظم هذه الحشرات حشرات ليلية وتتغذى على الفتات وهي حشرات ذات قرون استشعارية يتراوح طولها بين (23-45 بوصة) ولديها أيضًا قرون شرجية يتراوح طولها ما بين (5-8 بوصة)، وهي حشرات غير مجنحة ومن أكثر الحشرات الحية قربًا وتشابهًا معها هي حشرة تنتمي إلى فصيلة مانتوفاسماتوديا التي تم اكتشافها مؤخرًا.
وتندرج هذه الفصيلة تحت الرتيبة الخاصة بها وهي جريلوبلاتوديا، وتحت الرُتبة السابقة رُتبة, جريلوبلاتاريا. وتشمل 5 أجناس و34 نوعًا.">http://mapress.com/zootaxa/2011/f/zt03148p103.pdf</ref></a>